# Kolomsgewijs rekenen

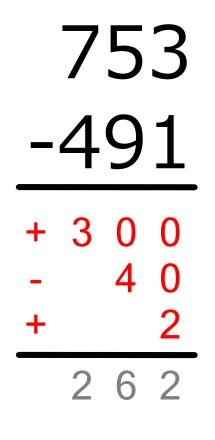
Kolomsgewijs aftrekken

Kolomsgewijs rekenen is het onder elkaar uitrekenen van rekenbewerkingen volgens vaste algoritmes om zodoende tot een juiste oplossing te komen. Het onderscheidt zich van het traditionele cijferen door de alternatieve oplossingsstrategie, namelijk het van links naar rechts rekenen. Hierbij hoeft er niet geleend of ingewisseld te worden, maar ontstaan er negatieve getallen.
Kolomsgewijs rekenen is onderdeel van het realistisch rekenen. Doel hiervan is rekenen meer inzichtelijk te maken. Kolomsgewijs rekenen wordt gezien als meer begripvol rekenen ten opzichte van cijferen.